# Zambia na Letnich Igrzyskach Paraolimpijskich 2008
Zambia na Letnich Igrzyskach Paraolimpijskich 2008 – Zambię w Pekinie reprezentował 1 zawodnik – jeden lekkoatleta Lassam Katongo. Był to trzeci występ Zambii na Paraolimpiadzie – poprzednio w 1996 i 2004. Zarówno na tych, jak na poprzednich igrzyskach nie zdobyli medalu.

## Kadra

### Lekkoatletyka
- Lassam Katongo

800 m (T12) – 4. miejsce w swoim biegu eliminacyjnym (12,64)
1500 m (T13) – 5. miejsce w swoim biegu eliminacyjnym (25,30)